# Vasu (divinité)
Vasu (devanagari : वसु) est un terme sanskrit qui désigne une des huit divinités védiques assistant Indra dans le ciel des trente-trois dieux (IAST : trayastriṃśa).
Selon la Brihadaranyaka Upanishad, les huit vasu sont :
- Agni, le Feu
- Pṛthivī, la Terre
- Vāyu, le Vent
- Antarikṣa, l'Espace
- Āditya, le Soleil
- Dyaus Pitar le Ciel-Lumière,
- Candra, le dieu Lune
- Nakṣatrāṇi, l'ensemble des constellations ou maisons lunaires

Selon le Vishnu Purana :
- Āpa, l'Eau (ou Ahar, le Jour)
- Dhruva, le Fixe (Étoile polaire) ou l'Espace
- Soma, le dieu Lune
- Dhara, le sol de la Terre (ou Pṛthu)
- Anila, le Vent
- Anala, le Feu
- Pratyūṣa, le Soleil
- Prabhāsa, la Lumière

## Source
- Dictionnaire Héritage du sanscrit